# Tonhalle Düsseldorf
Die Tonhalle Düsseldorf (auch Neue Tonhalle zur Unterscheidung von der kriegszerstörten Alten Tonhalle an der Tonhallenstraße / Ecke Schadowstraße), vormals Rheinhalle, ist ein Konzerthaus in Düsseldorf. Es befindet sich nördlich der Altstadt im Stadtteil Pempelfort am Beginn der Rheinuferpromenade und bildet dort den südlichen Abschluss des Kulturforums Ehrenhof. Ihr Foyer, das Grüne Gewölbe, gehört heute zu den Beispielen expressionistischer Baukunst.

## Geschichte des Bauwerks

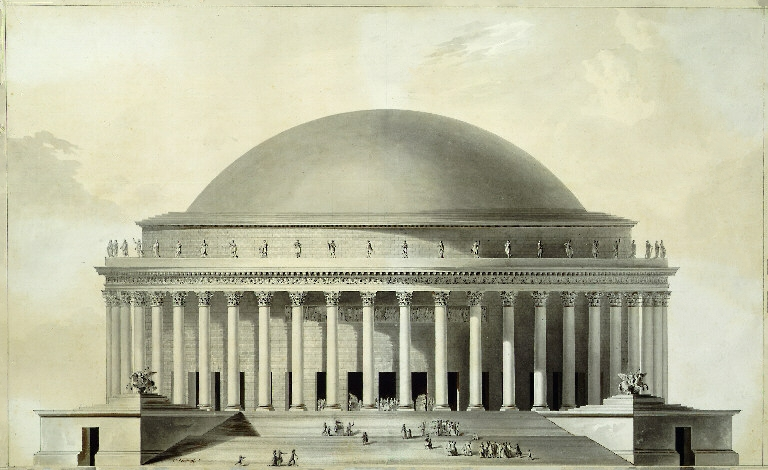
Mögliches Vorbild: Projet d’Opéra von Étienne-Louis Boullée, 1781

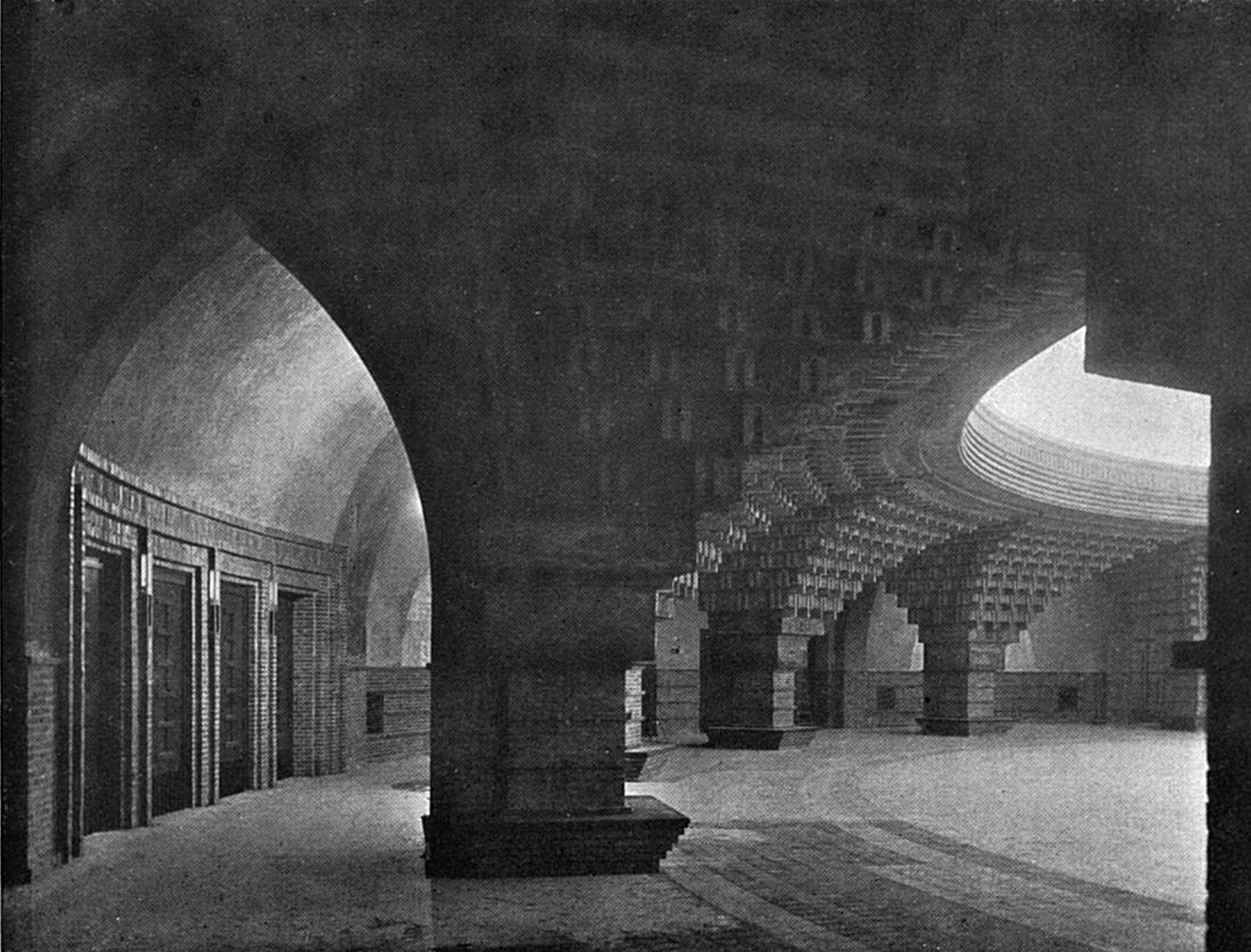
Planetarium Innenansicht, vor 1928

Schon zur Industrie- und Gewerbeausstellung Düsseldorf 1902 war der Standort der südliche Abschluss eines Messe- und Ausstellungsgeländes. In dieser besonderen städtebaulichen Lage – an der Ostrampe der 1896 bis 1898 errichteten Oberkasseler Brücke – stand hier eine Rotunde für das Panoramagemälde Blüchers Rheinübergang bei Caub 1814, ein 1800 m² großes Rundbild (15 × 120 m), das die Düsseldorfer Maler Hugo Ungewitter, Gustav Wendling und sein Assistent Max Clarenbach für die Industrie-, Gewerbe- und Kunstausstellung geschaffen hatten.
Das heutige Gebäude entstand 1925/1926 als Mehrzweckhalle für die Ausstellung GeSoLei unter dem Namen Rheinhalle und war ursprünglich so konzipiert, dass es als Planetarium genutzt werden konnte. Darauf deuten noch heute der vergoldete Stern an der Kuppelspitze sowie die Skulpturenpaare an der Freitreppe zum Ehrenhof hin, die die Planeten Mars und Jupiter sowie Venus und Saturn symbolisieren, ebenso die von Johannes Knubel geschaffene Statue der Pallas Athene, als Beschirmerin der Wissenschaft und der Kunst, an der Auffahrt zur Oberkasseler Brücke. Im großen Rundsaal des Inneren der Rotunde, dem äußeren Rundgang des Foyers, hängen heute neun der 1926 elf erstellten Zwickelbilder, ausgehend vom Haupteingang im Uhrzeigersinn: Jankel Adler, Bernhard Gobiet, Arthur Kaufmann, Adolf Uzarski, Heinz May, Carl Cürten, Fritz Burmann, Josef Bell (1891–1935) und Werner Heuser.
Erbaut wurde die Mehrzweckhalle durch den Architekten Wilhelm Kreis. Hierzu stimmte er sich mit Robert Meyer ab, dem Direktor seiner Auftraggeberin, der Düsseldorfer Bürohausgesellschaft. In seiner Monumentalarchitektur könnte sich Kreis an dem ursprünglichen Hadrianeum in Rom und an dem Projet d’Opéra von Étienne-Louis Boullée orientiert haben. Die durch Strebepfeiler und vorstehende Ziegellagen plastisch gestaltete Backsteinfassade des Rundbaus, der sich auf einem breiten, auf einem Terrassendach begehbaren Sockelgeschoss erhebt, zeigt am oberen Abschluss ein einzigartiges expressionistisches Schuppenornament, das dazu beiträgt, dem ernst und wuchtig wirkenden Bau eine künstlerisch und handwerklich veredelte Gesamterscheinung zu geben.

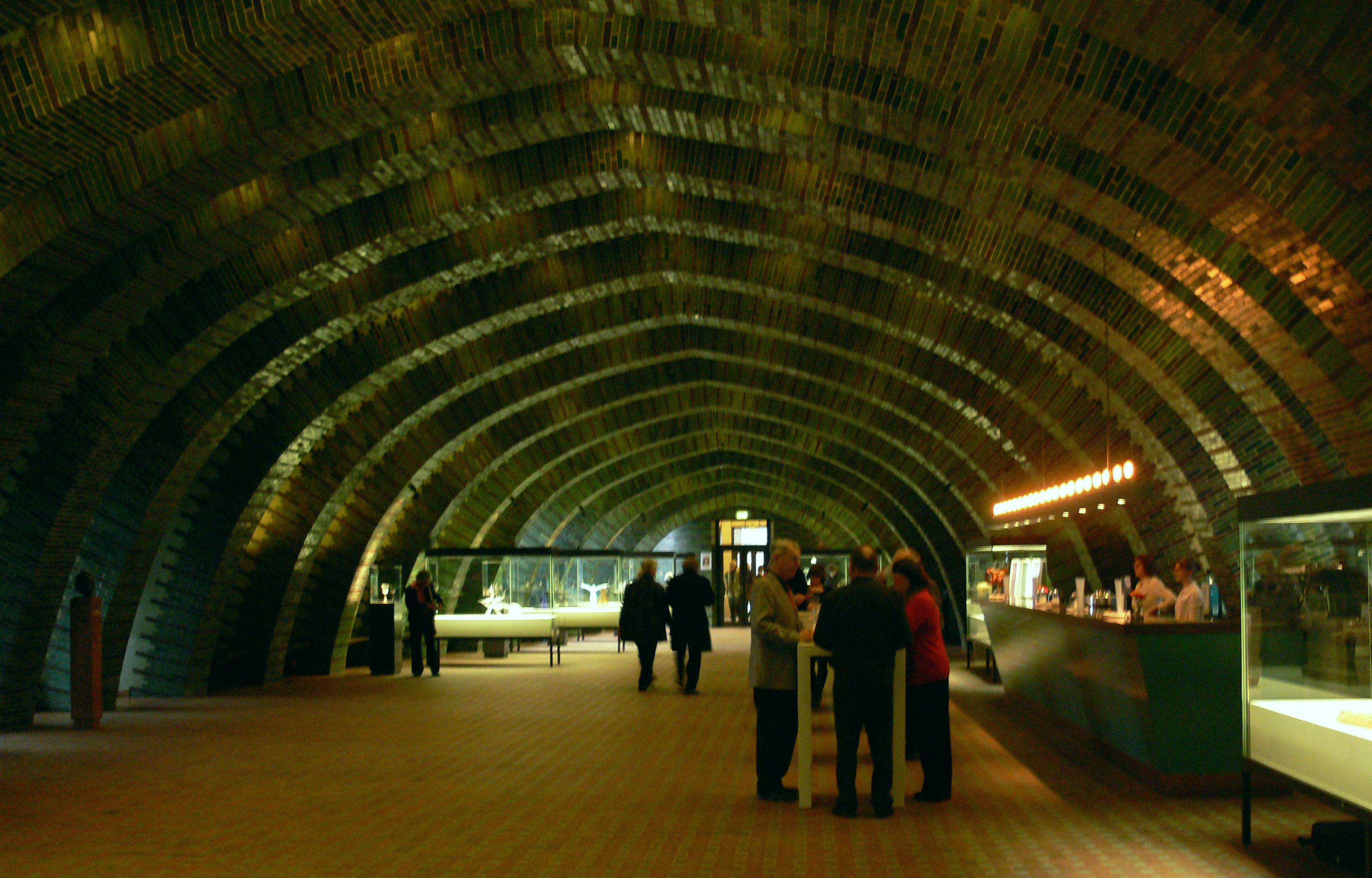
Grünes Gewölbe

Nach der teilweisen Zerstörung der Rheinhalle im Zweiten Weltkrieg wurde sie bei der Instandsetzung erneut zu einem Mehrzwecksaal ausgebaut. Von 1976 bis 1978 wurde unter der in ursprünglicher Form rekonstruierten Kuppel durch das Architekturbüro HPP ein beinahe halbkugelförmiger Konzertsaal eingebaut, ein Ersatz für den im Krieg zerstörten Saal der alten Tonhalle. Das Veranstaltungsprogramm reicht von Klassik über Jazz, Chanson und Soul bis zum Kabarett.
Im Jahr 2005 erfolgte bei einer notwendigen Brandschutz- und Asbestsanierung erneut eine komplette Umgestaltung, wiederum durch das Architekturbüro HPP. Dabei wich der Anstrich des großen Konzertsaals im Stil der 1970er Jahre einem modernen Ambiente in Metallblau. Der Raumcharakter des Konzertsaals wird zwar von der Rundform des auch als Planetarium geplanten Baues geprägt, doch wurden nach intensiven Modellversuchen hinter der nun schalldurchlässig ausgeführten Innenkuppel Schallumlenkkörper installiert, die das früher als Klopfgeist berüchtigte Brennpunktecho der Halbkugel-Kuppel aufbrechen und eine von Kritikern und Musikern als sehr gut beurteilte Akustik bewirken.

### Architektur
Die Rheinhalle, damals auch als Planetarium bezeichnet und nach dem Umbau durch die Architekten Hentrich-Petschnigg im Jahre 1975 bis 1977 heute meist Tonhalle genannt, ist axial exakt auf die Längsachse des Ehrenhofes bezogen. Das im Grundriss quadratische Sockelgeschoss mit Dachplateau ist mit seiner Südseite an die Brückenrampe angeschlossen. Die Seitenlänge beträgt etwa 85 Meter. Der nördliche Haupteingang öffnet sich mit einer zweiläufigen Treppenrampe zur Längsachse der Gesamtanlage. Der innere Rundbau erreicht bei einem Durchmesser von 36 Metern eine lichte Höhe von 30 Metern. Die außen mit Kupferblech verkleidete Kuppel wird innen durch 16 „scheibenhaft dünne“ Betonstützen getragen. Die Beton-Eisen-Konstruktion trägt eine Eisenkuppel, unter die eine muschelförmige Schale eingehängt war. Eine zweite, leinwandbespannte Innenkuppel konnte 4 Meter nach oben gezogen werden. Somit konnte die Rheinlandhalle nicht nur als Versammlungsraum, sondern auch als Planetarium genutzt werden. Der Baukörper wurde mit einem System aus 48 Strebepfeilern aus Backstein verkleidet. Zwischen den eingesetzten Streben befinden sich hohe Lanzettfenster. Die Wandfläche des Rundbaus zeigt eine starke Detaildurchbildung, aufgelöst in verschiedene rautenförmige Muster, vor- und zurückspringende Backsteinlagen und Staffelungen. In der Gestaltung dieser Fassadendetails wird die Meisterschaft Wilhelm Kreis’ in der Verwendung des Backsteins sehr deutlich und bleibt in dieser Qualität einzigartig in Düsseldorf. Die Pfeilerstruktur des Kuppelbaus wird von dem quadratischen Sockelgeschoss aufgenommen. Die Wandfläche wird durch die enggestellten Strebepfeiler aufgelöst. Links und rechts der Außenecken des Sockelbaus schließt sich zum Ehrenhof hin je ein „tempelartiger Pavillon“ mit dreiachsigen Rechtecköffnungen aus Tuffstein an.

## Ausstattung

Großer Konzertsaal

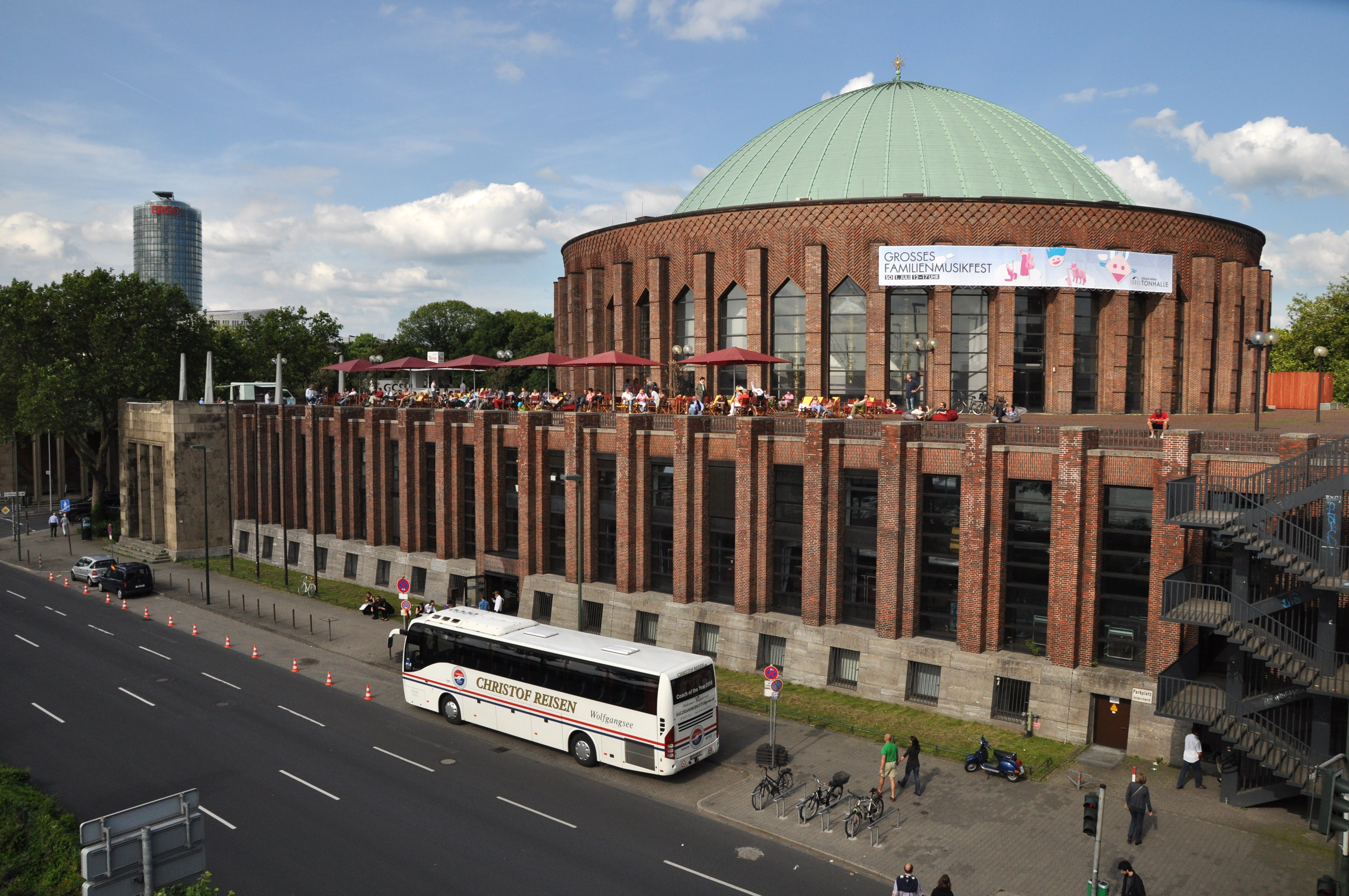
Tonhalle von der Oberkasseler Brücke aus gesehen

Die Tonhalle umfasst einen großen Saal mit 1854 Plätzen, einen Kammermusiksaal mit 300 Plätzen und eine Rotunde im Foyer mit 200 bis 400 Plätzen je nach Veranstaltung.
Der große Konzertsaal befindet sich direkt unter der Kuppel. In deren Zenit befindet sich das Deckenobjekt mit 21 Hohlspiegeln von Adolf Luther. Lichtkunstwerke mit Leuchtdioden und einem speziellen Beleuchtungskonzept sollen die Tonhalle als ein „Planetarium der Musik“ symbolisieren.
Im Zentrum der Rotunde befindet sich das Stalaktitenfeld von Günther Uecker, eine Lichtplastik, die sich langsam auf und ab bewegt.
Pro Jahr finden etwa 300 Konzerte mit über 300.000 Besuchern statt. Im „Grünen Gewölbe“, dem einstigen Foyer der Rheinhalle, werden Glaskunstwerke u. a. aus der Sammlung des Architekten Helmut Hentrich als Dauerausstellung gezeigt.
Die Tonhalle ist über den nach ihr benannten U-Bahnhof Tonhalle/Ehrenhof an die Stadtbahn und damit an das Netz des Düsseldorfer Nahverkehrs angebunden. Eine Dachterrasse und eine Treppenanlage auf der Nordseite der Tonhalle verbinden den nördlichen Fußgängerstreifen der Oberkasseler Brücke mit dem Ehrenhof und dem Hofgarten. Ein Fußgängertunnel unter der Straße Joseph-Beuys-Ufer schafft eine direkte Verbindung zwischen dem Eingang im Eckpavillon der Tonhalle mit dem Parkplatz auf der Unteren Werft am Rheinufer.

### Orgel
Die Orgel wurde 1978/79 von dem Orgelbauer Johannes Klais (Bonn) erbaut. Das Schleifladen-Instrument hat 28 Register auf zwei Manualen und Pedal. Die Spieltrakturen sind mechanisch, die Registertrakturen sind elektrisch.
| I Hauptwerk C–a3 |             |       |
| 1.               | Prinzipal   | 08′   |
| 2.               | Gamba       | 08′   |
| 3.               | Rohrflöte   | 08′   |
| 4.               | Oktave      | 04′   |
| 5.               | Gemshorn    | 04′   |
| 6.               | Quinte      | 2 ⁄3′ |
| 7.               | Superoktave | 02′   |
| 8.               | Mixtur V    | 02′   |
| 9.               | Trompete    | 08′   |

| II Schwellwerk C–a3 |                |       |
| 10.                 | Bordun         | 16′   |
| 11.                 | Offenflöte     | 08′   |
| 12.                 | Gedackt        | 08′   |
| 13.                 | Salicional     | 08′   |
| 14.                 | Prinzipal      | 04′   |
| 15.                 | Koppelflöte    | 04′   |
| 16.                 | Waldflöte      | 02′   |
| 17.                 | Larigot        | 1 ⁄3′ |
| 18.                 | Sesquialter II |       |
| 19.                 | Scharff IV     | 02⁄3′ |
| 20.                 | Oboe           | 08′   |
|                     | Tremulant      |       |

| Pedalwerk C–g1 |               |       |
| 21.            | Subbass       | 16′   |
| 22.            | Viola         | 16′   |
| 23.            | Octave        | 08′   |
| 24.            | Spielflöte    | 08′   |
| 25.            | Tenoroctave   | 04′   |
| 26.            | Hintersatz IV | 2 ⁄3′ |
| 27.            | Stillposaune  | 16′   |
| 28.            | Holzregal     | 08′   |

- Koppeln: II/I, I/P, II/P

## Geschichte des Konzertlebens

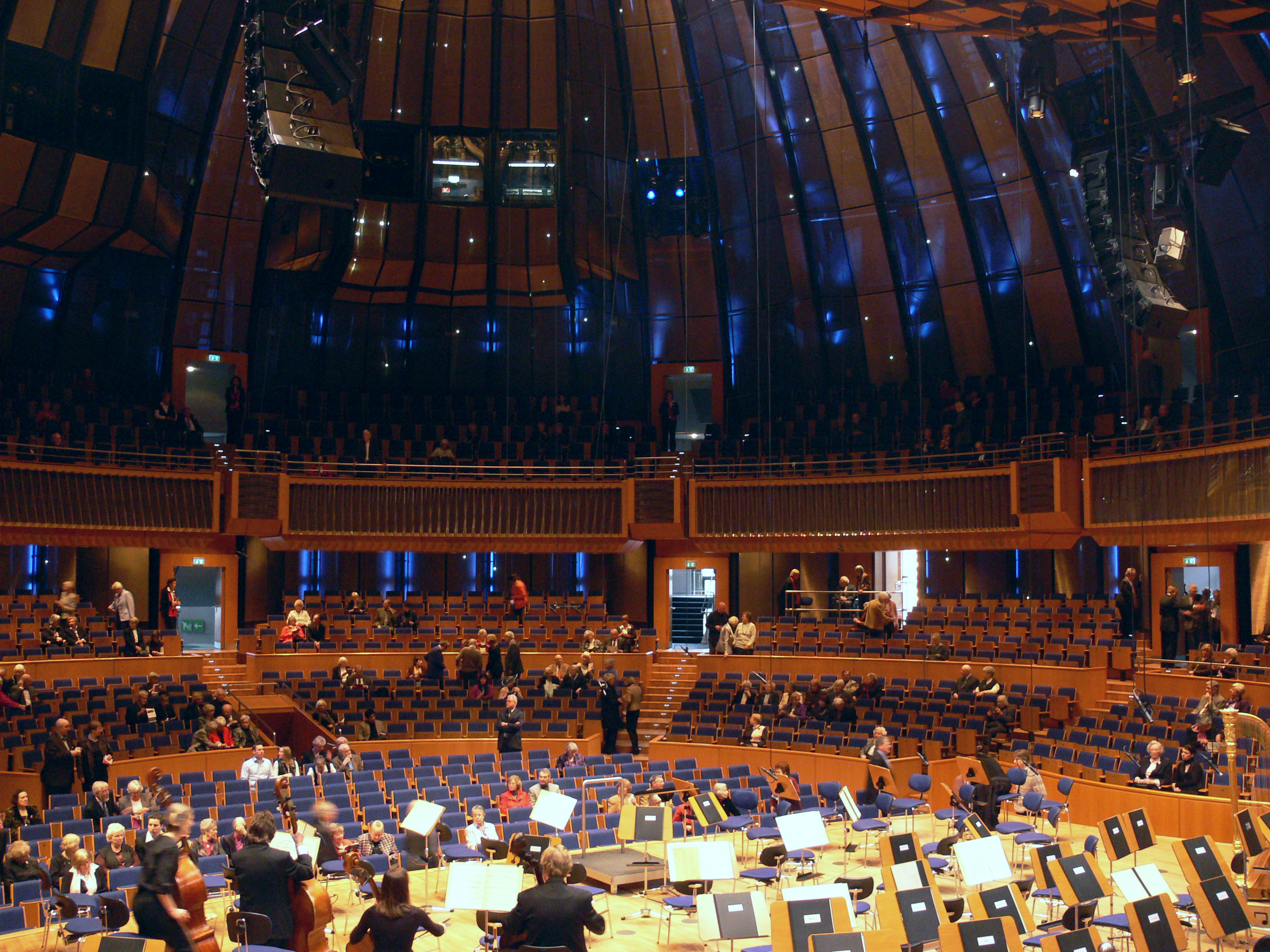
Ehemals Großer Saal, seit 2014 Mendelssohn-Saal

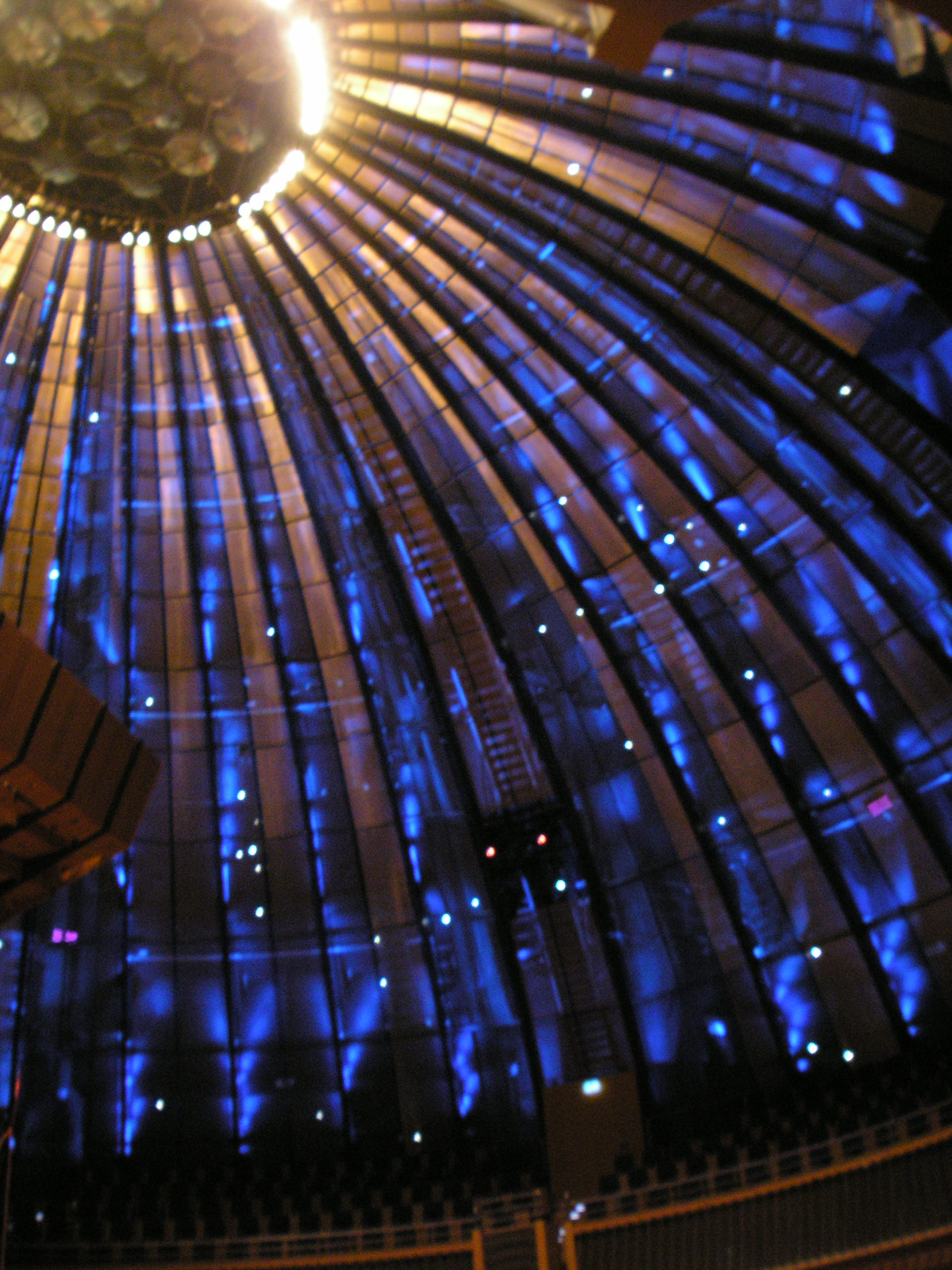
Kuppel über dem Mendelssohn-Saal

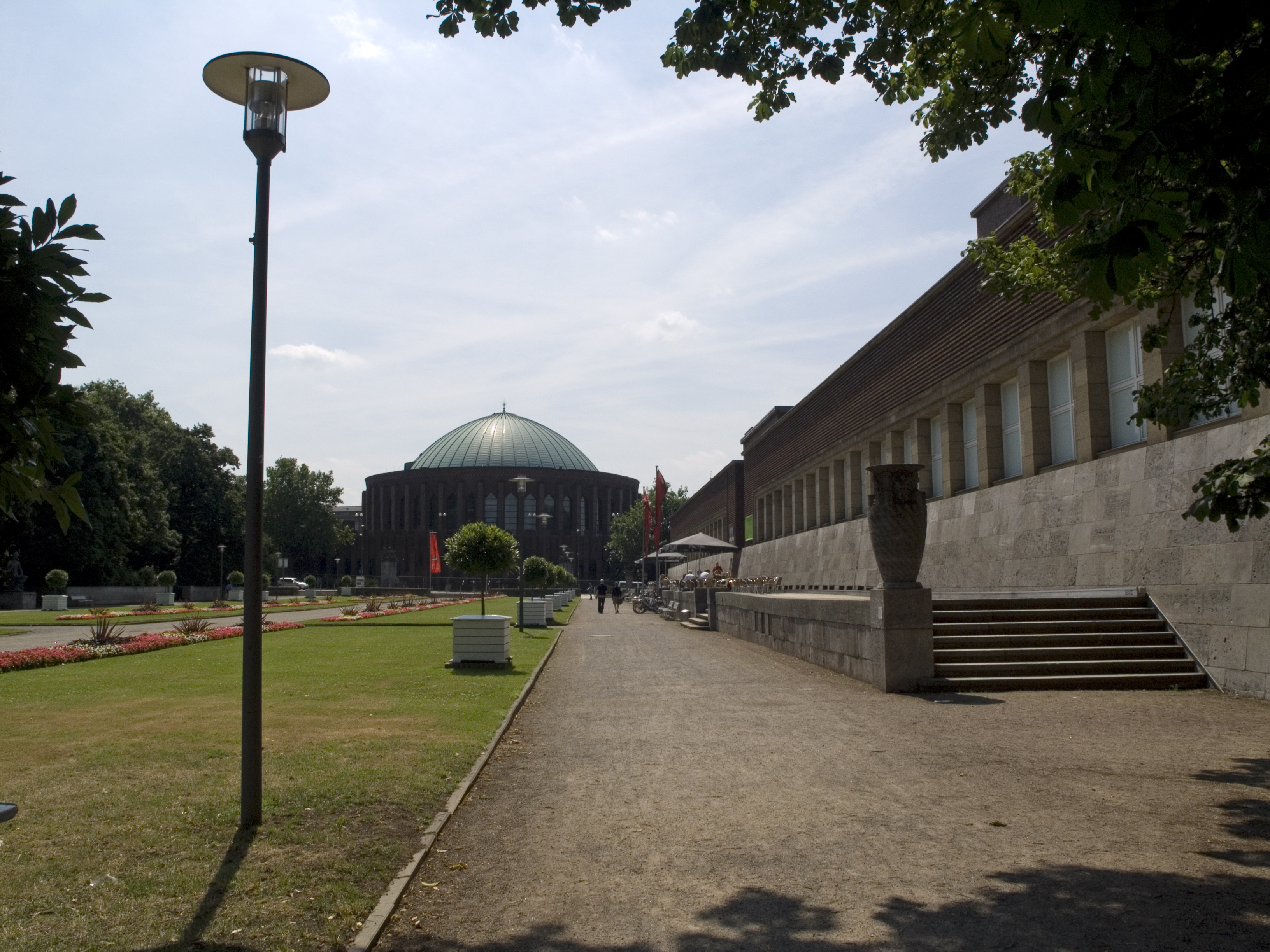
Tonhalle und Forum NRW am Ehrenhof

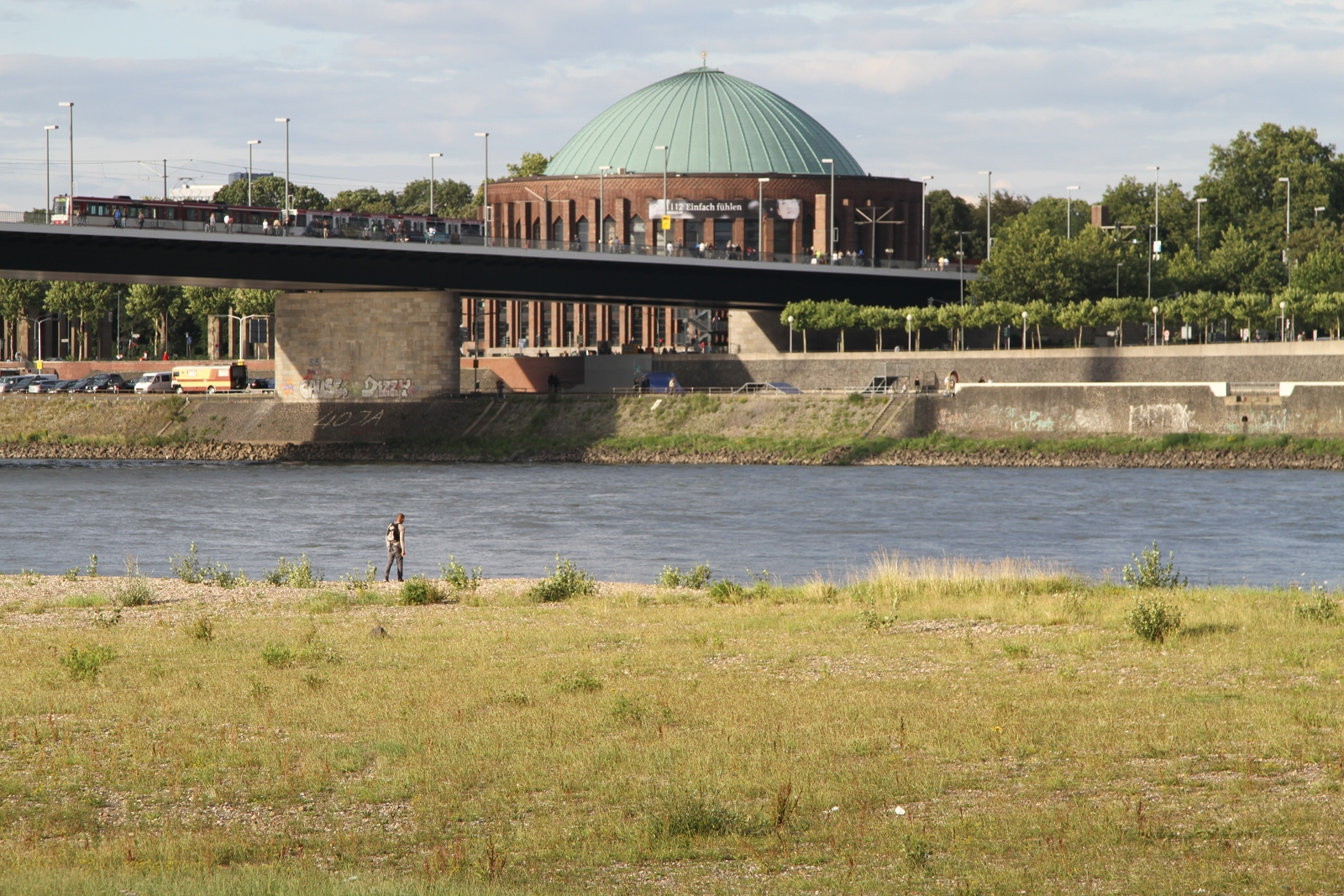
Tonhalle und Oberkasseler Brücke

Nach der ersten Blüte Düsseldorfer Musikkultur unter den Kurfürsten Philipp Wilhelm und Johann Wilhelm, die die besten Musiker ihrer Zeit wie Arcangelo Corelli oder Georg Friedrich Händel an den Düsseldorfer Hof holten, kam nach dem Tod Johann Wilhelms im Jahre 1716 das Musikleben der Stadt zum Erliegen.
Mit dem Entstehen der bürgerlichen Musikkultur zu Beginn des 19. Jahrhunderts fanden sich in Düsseldorf musikbegeisterte Bürger zum Städtischen Musikverein zusammen und pflegten insbesondere die oratorische Musik. 1818 wurde die erste Tonhalle mit hervorragender Akustik an der Flinger Straße (heute Standort des Warenhauses Karstadt an der Ecke Schadowstraße / Tonhallenstraße) errichtet. 1863 entschloss sich die Stadt Düsseldorf, die „Tonhalle“ zu kaufen, um ihren Bürgern einen attraktiven und repräsentativen Konzertsaal zu geben. Ein Jahr später stellte die Stadt die bis dahin lose verpflichteten Musiker in ihren Dienst und gründete die Düsseldorfer Symphoniker. Damit war Düsseldorf nach Aachen die zweite deutsche Stadt, die ein festes Orchester hatte. Namen wie Felix Mendelssohn Bartholdy, Robert Schumann, Johannes Brahms, Gustav Mahler, Richard Wagner und Richard Strauss sind mit der Tonhalle und ihrem Orchester verbunden. Von 1880 bis 1892 wurde die Tonhalle unter dem gleichen Namen und am gleichen Ort neu errichtet; der Kaisersaal bot 3000 Sitzplätze und lieferte 1912 den Rahmen für die zweite Aufführung der 8. Sinfonie von Gustav Mahler.
Der Zweite Weltkrieg schien dieser Tradition ein Ende zu machen. 1942 wurde die alte Tonhalle durch Bomben zerstört. 1944 wurde das Orchester aufgelöst, die Musiker in kriegswichtige Betriebe geschickt. Nach dem Krieg wurde im Juli 1945 mit 45 Musikern der Konzertbetrieb wieder aufgenommen. Die Reihe der Generalmusikdirektoren, die seit 1945 den Symphonikern vorstanden, umfasst namhafte Dirigenten wie Eugen Szenkar, Jean Martinon, Rafael Frühbeck de Burgos, mit der Spielzeit 2000/2001 Generalmusikdirektor (GMD) John Fiore, mit der Saison 2009/2010 Andrey Boreyko. Der ungarische Dirigent Ádám Fischer ist seit der Spielzeit 2015/16 Principal Conductor (deutsch: künstlerischer Leiter und Chefdirigent) der Düsseldorfer Symphoniker. Intendant der Tonhalle Düsseldorf und der Düsseldorfer Symphoniker ist seit 2007 Michael Becker.
Erst 1979 konnte die Stadt ihr Versprechen nach einem Zentrum konzertanter Musik einlösen. Dies war unter anderem ein Verdienst des Architekten Helmut Hentrich, der den Umbau der Rheinhalle ins Gespräch brachte.
Viele berühmte Musiker brachten die Tonhalle zum Klingen, so z. B. Yo-Yo Ma und Lang Lang. Aber auch berühmte Orchester wie das London Symphony Orchestra sind regelmäßig zu Gast in der Tonhalle.
Anlässlich des 150-jährigen Jubiläums der Düsseldorfer Symphoniker wurde am 7. Februar 2014 im Rahmen eines konzertanten Festaktes der Große Saal der Tonhalle zur Ehrung des ehemaligen städtischen Musikdirektors Felix Mendelssohn Bartholdy in Mendelssohn-Saal umbenannt.

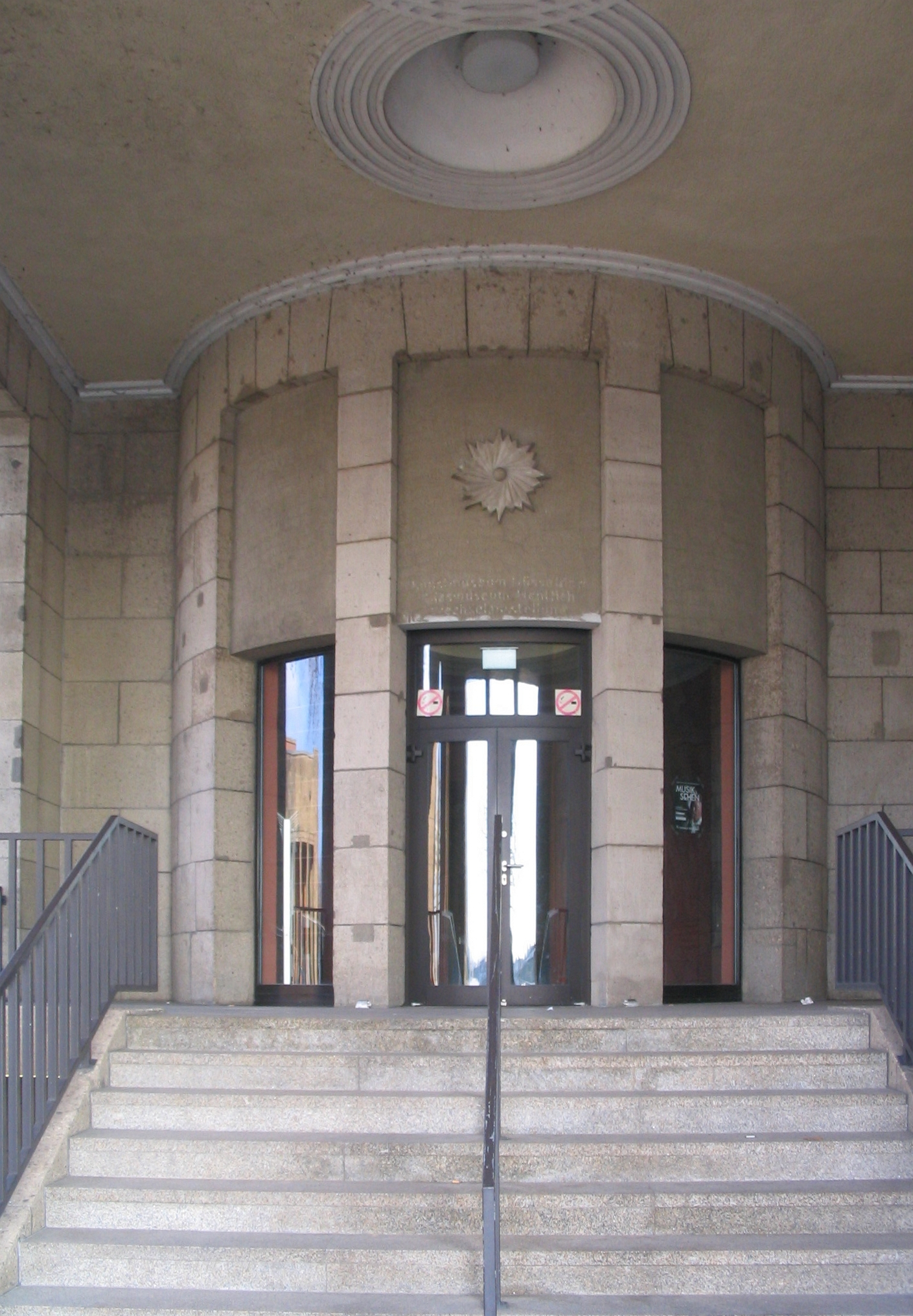
Eingang zum Grünen Gewölbe, Rheinseite
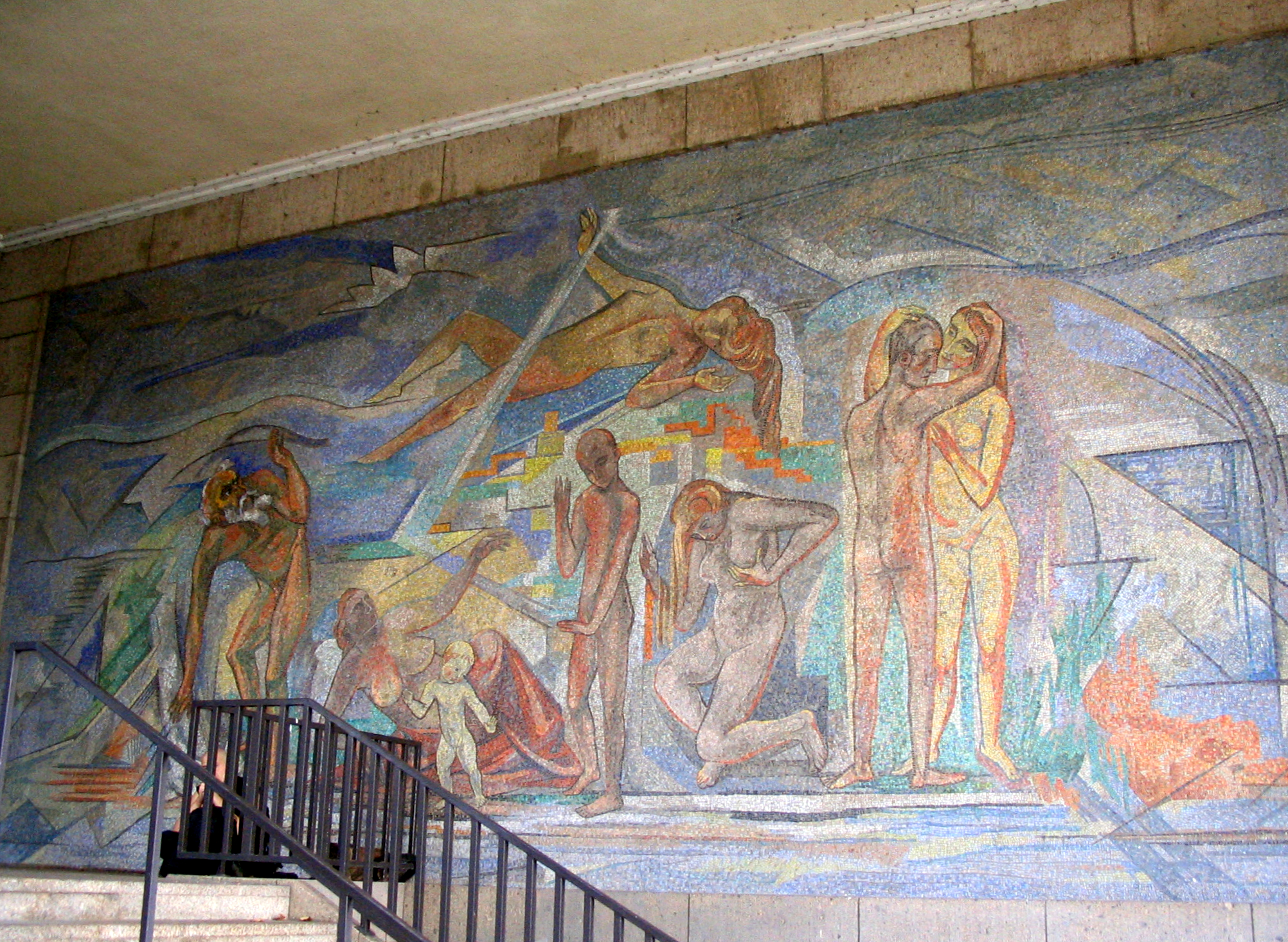
Außenmosaik von Heinrich Nauen, „Rhein als Träger des Lebens“
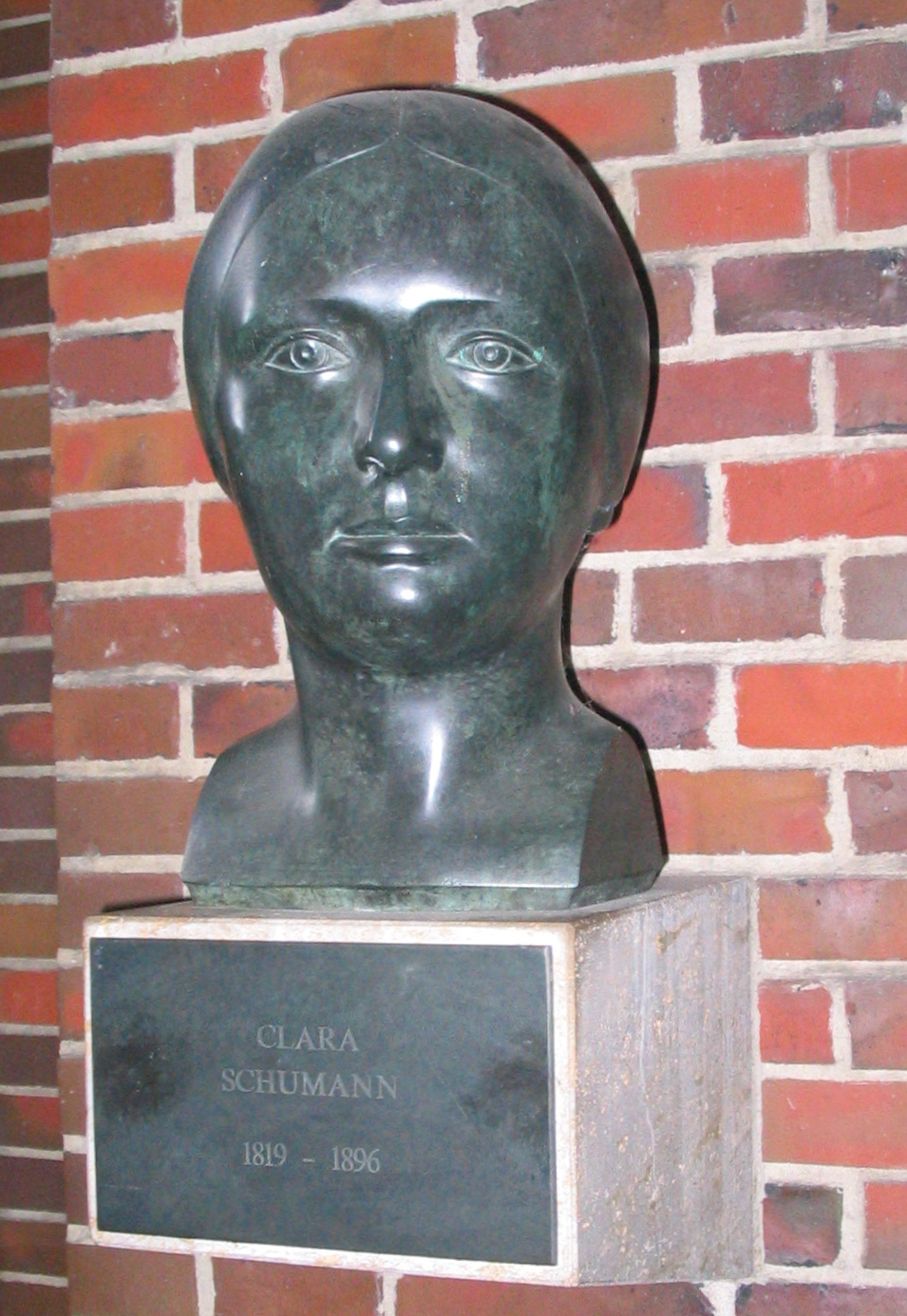
Clara Schumann, eine von vier vor dem Eingang aufgestellten Büsten von Franz Küsters
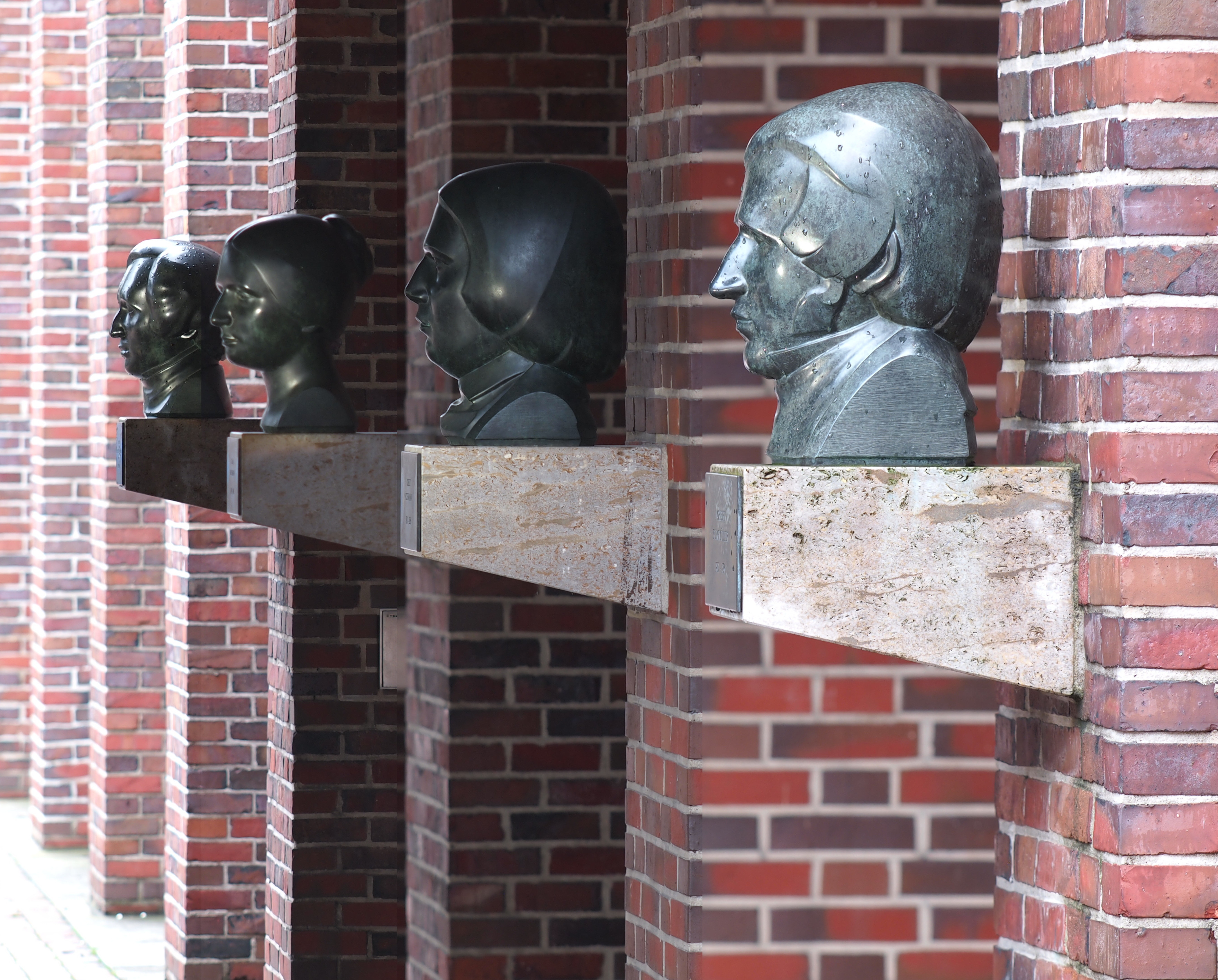
Die Büsten von Franz Küsters, von links nach rechts: Felix Mendelssohn Bartholdy, Clara Schumann, Robert Schumann und Norbert Burgmüller

## Verkehrsanbindung
In der Nähe befindet sich der nach ihr und dem Ehrenhof benannte U-Bahnhof der Stadtbahn Düsseldorf. Alle dort verkehrenden Linien fahren nach Oberkassel bzw. Heinrich-Heine-Allee und Hauptbahnhof.
Die Tonhalle liegt an der Bundesstraße 1 und der Oberkasseler Brücke.